# Боровиково
Боровико́во (рос. Боровиково) — село у складі Павловського району Алтайського краю, Росія. Входить до складу Павловської сільської ради.

## Населення
Населення — 359 осіб (2010; 405 у 2002).
Національний склад (станом на 2002 рік):
- росіяни — 99 %